# ギ＝マニュエル・ド・オメン＝クリスト
ギヨーム・エマニュエル・"ギ＝マニュエル"・ド・オメン＝クリスト (Guillaume Emmanuel "Guy-Manuel" de Homem-Christo フランス語発音: [ɡi manɥɛl də ɔmɛm kʁisto]、 1974年2月8日 - ) は、フランス出身のミュージシャン。トーマ・バンガルテルと共に ハウス /エレクトロデュオ 「ダフト・パンク」の一人として活動していた。また、彼の個人レーベルである「クリダムール」から、共同経営者のエリック・シェドヴィルと共にいくつかの作品を制作している。彼とシェドヴィルは「ル・ナイト・クラブ」という音楽デュオを結成している。

## 生い立ち
1974年2月8日、パリ郊外のヌイイ＝シュル＝セーヌで生まれる。ポルトガル系の一家であり、曽祖父は作家でファシストのオメン・クリスト・フィリォ、高祖父は軍人のフランシスコ・マヌエル・オメン・クリスト。インタビューにて、ギ＝マニュエルはおもちゃのギターとキーボードを7歳ぐらいの時に買ってもらい、14歳でついにエレクトリック・ギターを手に入れたことを述懐している。なお、彼は作曲の際には通常ギターを用いると述べている。

## 経歴
1987年、ギ＝マニュエルは同じ学校のトーマ・バンガルテルと出会う。二人はお互いが1960年代と70年代の映画や音楽、イージーライダーやヴェルヴェット・アンダーグラウンドなどをこよなく愛していたことで意気投合する。1990年には二人とローラン・ブランコウィッツ（現フェニックスのギタリスト）で「ダーリン」というインディーロックバンドを結成し、ギ＝マニュエルはギターを担当した。イギリスの音楽誌に「ダフト（愚かな）パンク」と酷評され、この言葉を気に入ったギ＝マニュエルとトーマは、二人の新たなユニット名とした。1992年にとあるクラブに行って以来、二人はダンスミュージックに傾倒しはじめた。ダフト・パンクの1stアルバムである『Homework』のライナーノーツには、ギ＝マニュエルがダフト・パンクのロゴの作者として記載されている。
ダフト・パンクにおける創作過程やトーマとの共同制作について、ギ＝マニュエルは「トーマは僕よりずっと技術力のある人間だ。僕たちは何だって二人でこなしてる。でも僕の方がもっと距離をおいて見てるし、僕らのやってる事を批判的な視点で見てる。僕らはお互いが補完しあって強固な完全体になってるんだよ。」
ギ＝マニュエルは、パンプキン・レコードのエリック・シェドヴィルと共にル・ナイト・クラブというグループを結成している。二人はクリダムール（Crydamour、フランス語で愛の叫びという意味の"cri d'amour"に由来する）というレコード会社も設立している。クリダムールでは、ギ＝マニュエルの兄弟であるパウル・ド・オメン＝クリストも"Play Paul"と称し作品をリリースしている。クリダムールについてギ＝マニュエルはこう述べている。
| 「 | 僕自身とトーマは同じ音楽の趣味を持ってるんだ。クリダムール用に僕がレコードを作る時は、ダフト・パンクの音楽とは違うスタイルになるようにしてるんだよ。僕はトーマの好みが何か知ってるし、トーマも僕の好みが何か知ってる。クリダムールはたとえダフト・パンクとそこまでかけ離れてるっていう訳じゃないとしても、それほど生産指向性は強くない。ダフト・パンクで用いる音の素材はもう少し管弦楽的で異なったもんさ。僕がクリダムールの為にサンプルを作ってるとして、他の誰もダフト・パンクと違いが分からないとしても、僕らはわかるのさ。とても明確にね。 | 」 |

ギ＝マニュエルはセバスチャン・テリエの2008年のアルバム『Sexuality』を、2010年にはフランス人ハウス・アーティストのカヴィンスキーの『Nightcall EP』をそれぞれプロデュースしている。さらに、2012年にはテリエのアルバム『My God Is Blue』の制作に携わり、「My Poeidon」という楽曲を制作した。

## ディスコグラフィー

### ル・ナイト・クラブ名義
シングル
- "Santa Claus / Holiday on Ice" (1997)
- "Intergalaktic Disko" (1997)
- "Troobadoor / Mirage" (1998)
- "Boogie Shell" (1999)
- "Hysteria" (1999)
- "Gator / Chérie D'Amour" (2001)
- "Doggystyle / Rhumba" (2002)
- "Nymphae Song / Rhumba" (2002)
- "Soul Bells" (2002)

### Crydajam名義
シングル
- If You Give Me The Love I Want / Playground / Loaded|"If You Give Me The Love I Want" / "Playground" / "Loaded" (2002)

### The Eternals名義
シングル
- "Wet Indiez (Shake That Bourrelet Remix)" (2000)

### プロデュース作品
- Waves (2000)
- Waves II (2003)
- セバスチャン・テリエ『Sexuality』 (2008)
- カヴィンスキー『OutRun』 (2013)